# Alambic Comédie
Le Théâtre Alambic Comédie est une salle de spectacles parisienne située au no 12 rue neuve de la Chardonnière dans le 18e arrondissement de Paris.

## Historique
Fondé en 2008 par une bande de huit amis, le théâtre remplace une simple salle de cours, et, à la suite de son réaménagement, peut accueillir 80 personnes. Il se veut simple et intimiste.

## Programmation
L'Alambic Comédie accueille principalement des spectacles d'humour et des classiques. Le théâtre propose aussi des cours de direction d'acteur.

## Pièces catégorie humour
- 2015
  - Le Coach
  - Adultère mode d'emploi
  - La folle histoire de France
  - Attention, chien méchant
  - Albert Londres, les pigeons et moi

## Pièces catégorie classique
2015 : 
- Feydeau
  - Feu la mère de Madame
  - Un bain de ménage

- Courteline
  - Les Boulingrin

## Pièces pour enfants
- 2015
  - Abrac...alambic et la fabuleuse histoire de Claire la magicienne
  - Gabilolo dans de nouvelles aventures
  - En avant les petits bolides
  - Abrac...alambic et la maison magique

## Autres
L'Alambic Comédie produit des pièces jouées au Festival Off d'Avignon, et contribue en août 2015 à la création du festival : La comédie met le cap sur Loctudy, festival reconduit chaque année depuis.